# David Friedrich (Poetry-Slammer)
David Friedrich (* 1991 in München) ist ein deutscher Moderator, Slam-Poet und Autor.

## Leben
Friedrich wuchs in München auf und machte 2010 am Gisela-Gymnasium in München-Schwabing Abitur.
Mit 15 Jahren stand er das erste Mal auf einer Poetry-Slam-Bühne. Seitdem hat er an über 1200 Poetry Slams teilgenommen. Er stand 2013 und 2015 im Finale der deutschsprachigen Poetry-Slam-Meisterschaft. Friedrich arbeitet auch mit anderen Künstlern wie Kaleb Erdmann und Thomas Spitzer zusammen. Zusammen mit Björn Dunne gründete er das Spoken-Word-Team „Neurosenstolz“. Ab 2015 trat er zusammen mit Julian Heun, Bleu Broode (Nils Straatmann) & Malte Roßkopf als „Die Fahrradgang“ auf. 2017 traten Friedrich und Heun als Duo bei den Meisterschaften unter dem Namen „Heun & Söhne“ an und konnten den Titel als deutschsprachige Team-Meister im Poetry Slam erringen.
2013 entwickelte er zusammen mit den Slam-Poeten Kaleb Erdmann und Thomas Spitzer in Kooperation mit dem Jazz-Orchester der Universität Regensburg die Spoken-Word- und Jazz-Live-Performance Bunt & Kühl, die sie sowohl als gedrucktes Werk, als auch als CD veröffentlichten. 2015 fand die Premiere seiner Solo-Show Auf ein Date mit David Friedrich im Hamburger Club Nochtspeicher statt. Friedrich ist fester Moderator des Hamburger Bunker Slams und dem Poetry Slam in den zeise Kinos, arbeitet im künstlerischen Bereich häufig für den Bühnenliteratur-Dienstleister „Kampf der Künste“ und ist seit 2012 festes Mitglied der Lesebühne „Randale und Liebe“.
Daneben engagiert sich Friedrich im Verein „Zweikampfverhalten e. V.“ und studiert Kulturen und Sprachen des Vorderen Orients mit Schwerpunkt auf Iranistik und Islamwissenschaft an der Hamburger Universität.
Von 2017 bis 2018 war David Friedrich fester Moderator im Kinderkanal für das Format Kummerkasten, das er zusammen mit Clarissa da Silva moderierte und auch als Redakteur betreute.

## Auszeichnungen
- Bayerischer U-20-Meister im Poetry Slam 2010[11]
- Hamburger Stadtmeister im Poetry Slam 2013 und 2014
- Schleswig-Holsteinischer Meister im Poetry Slam 2016[12]
- Deutschsprachiger Meister in Team-Poetry-Slam 2017[13]
- Deutschsprachiger Meister in Poetry Slam 2021[14]

## Veröffentlichungen
- mit anderen: Best of Poetry Slam, Teil 1. Kampf der Künste Talent-Kultur e.V., Hamburg 2014, ISBN 3-00-046941-9.
- zus. mit Thomas Spitzer, Kaleb Erdmann: Bunt & Kühl. Conbrio Verlag, Regensburg 2013, ISBN 978-3-940768-40-7.
- Solange es draußen brennt. Satyr Verlag, Berlin 2016, ISBN 978-3-944035-79-6.
- Schlag ein! Oettinger34, Hamburg 2015, ISBN 978-3-95882-022-7.